# Ларсен, Никлас
Никлас Ларсен (дат. Niklas Larsen; род. 22 марта 1997, Слагельсе)  — датский профессиональный трековый и шоссейный велогонщик.
Бронзовый призёр в  командной гонке преследования на летних Олимпийских играх 2016 года. 

## Достижения

### Трек
2015
2-й  Чемпионат Европы — Командная гонка преследования (юниоры)
2016
1-й  Чемпион Европы — Гонка по очкам
2-й Кубок мира по трековым велогонкам — Командная гонка преследования, Гонконг
3-й  Летние Олимпийские игры — Командная гонка преследования
3-й  Чемпионат мира — Командная гонка преследования
2017
1-й Кубок мира по трековым велогонкам — Командная гонка преследования, Кали, Колумбия
1-й Кубок мира по трековым велогонкам — Мэдисон, (вместе с Каспером фон Фольсахом) Кали,  Колумбия
1-й Кубок мира по трековым велогонкам — Омниум, Прушков,  Польша
1-й Кубок мира по трековым велогонкам — Гонка по очкам, Милтон,  Канада
1-й Кубок мира по трековым велогонкам — Омниум, Милтон,  Канада
1-й  Чемпион Европы U23 и юниоры  — Гонка по очкам U23
1-й  Чемпион Дании — Гит
1-й  Чемпион Дании — Индивидуальная гонка преследования
1-й  Чемпион Дании — Скрэтч
2-й Кубок мира по трековым велогонкам — Гонка по очкам, Кали, Колумбия
2-й Кубок мира по трековым велогонкам — Омниум, Манчестер, Великобритания
2-й  Чемпионат Европы — Мэдисон (вместе с Каспером Педерсеном)
2-й  Чемпионат Европы — Гонка по очкам
2-й  Чемпионат Европы U23 и юниоры — Омниум
3-й  Чемпионат Европы U23 и юниоры — Скрэтч
4-й Чемпионат мира — Мэдисон
4-й Чемпионат мира — Гонка по очкам
10-й Чемпионат мира — Командная гонка преследования
2018
2-й  Чемпионат мира — Командная гонка преследования
6-й Чемпионат мира — Мэдисон
8-й Чемпионат мира — Омниум 

### Шоссе
2014
1-й  Чемпион Дании — Индивидуальная гонка (юниоры)
1-й — Этап 3 (ИГ) Гран-при Рублиланда (юниоры)
3-й Trophée Centre Morbihan (юниоры)
2015
1-й — Этап 2а  (ИГ) Трофей Карлсберга (юниоры)
3-й  Гран-при Рублиланда — Генеральная классификация
1-й — Этап 3 (ИГ)
3-й Чемпионат Дании — Индивидуальная гонка (юниоры)
7-й Чемпионат мира — Индивидуальная гонка (юниоры)
2016
1-й  Ronde van Midden-Nederland — Горная классификация
2017
4-й Чемпионат Дании — Индивидуальная гонка U23
6-й Дуо Норман (вместе с Каспером Асгрином)
2018
1-й - Эшборн — Франкфурт U23
2-й  Rhône-Alpes Isère Tour  — Генеральная классификация
1-й — Этап 1
2-й Чемпионат Дании — Групповая гонка
2-й Circuit de Wallonie
3-й Scandinavian Race Uppsala